# Larice swinhoei
Larice swinhoei är en fjärilsart som beskrevs av Émile Louis Ragonot 1892. Larice swinhoei ingår i släktet Larice och familjen solmott, Pyralidae. Inga underarter finns listade i Catalogue of Life.